# Guarda-chuva búlgaro

Esquema da arma: 1-Gatilho, 2-Cabo do guarda-chuva, 3-Mola, 4-vara de disparo, 5-cilindro de ar comprimido, 6-Mecanismo do disparo, 7-Válvula do disparo

Guarda-Chuva Búlgaro é um guarda-chuva adaptado para ocultar um mecanismo pneumático que dispara pequenos dardos contendo veneno. Um guarda-chuva deste tipo foi usado na eliminação estratégica do escritor dissidente búlgaro Georgi Markov, em 7 de setembro de 1978 (data de aniversário de Todor Jivkov, que fora alvo frequente das críticas de Markov), na Ponte Waterloo em Londres. Markov morreu quatro dias depois. O mesmo dispositivo foi empregado, desta vez sem sucesso, na tentativa de assassinato de outro dissidente búlgaro, o jornalista Vladímir Kostov, no metrô de Paris. Em ambos os casos, o veneno usado foi a ricina (extraída de sementes de mamona). Acredita-se que as duas ações foram efetuadas pelo serviço secreto búlgaro (a KDS) com a ajuda da KGB soviética.

## Influências na mídia
Os casos inspiraram o filme francês "Le Coup de Parapluie" ("O Golpe do Guarda-Chuva") dirigido por Gerard Oury e estrelando Pierre Richard.
O "guarda-chuva búlgaro foi apresentado no episódio "The Clock." da série televisiva The Americans (2013).
Uma «versão». www.pbs.org de The Umbrella Assassin foi exibida nos EUA pela rede PBS na série Secrets of the Dead (Segredos dos Mortos).